# Biserica de lemn din Ciumărna

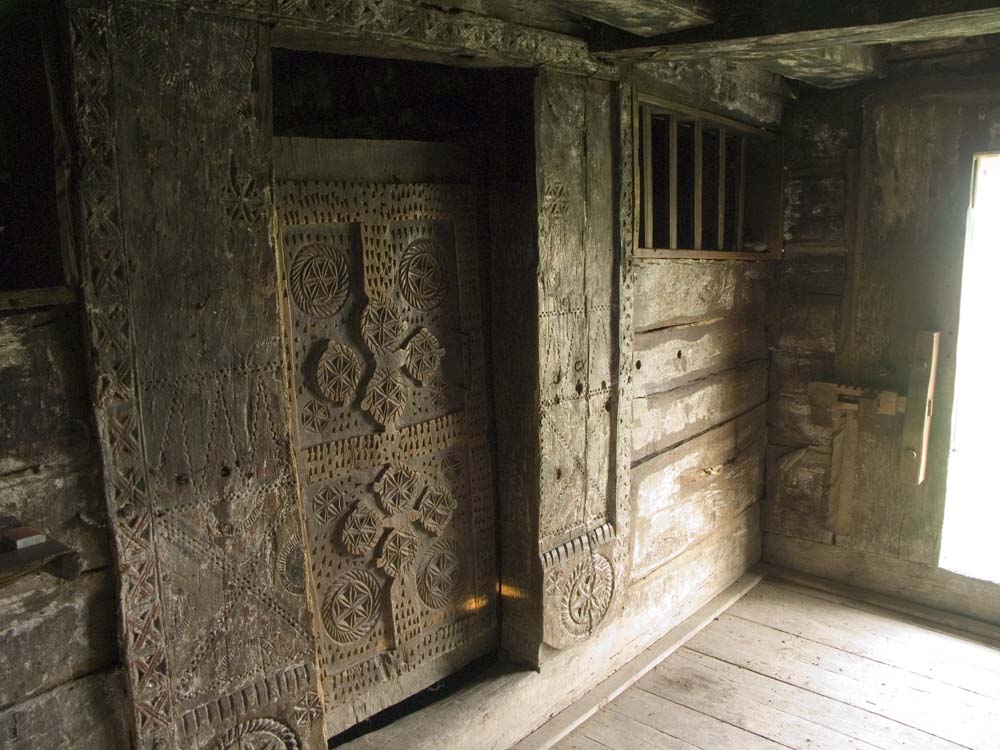
Portalul interior și ușa lui la Ciumărna, 2008

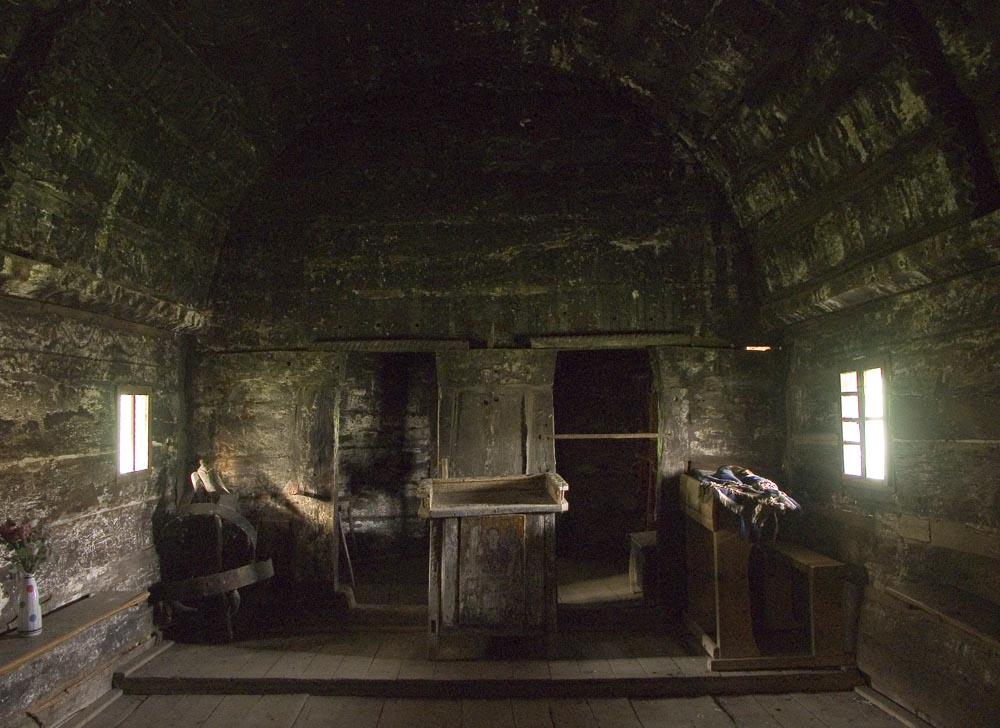
Interiorul navei, 2008

Biserica de lemn din Ciumărna se află în localitatea omonimă din județul Sălaj și poate fi datată relativ din primele decenii ale secolului 18. În biserică, între tinda femeilor și biserica bărbaților, se păstrează o ușă monoxilă de lemn pe care reputatul istoric de artă Vasile Drăguț a considerat-o "cea mai frumosă ușă țărănească din întrega țară". Biserica se află pe noua listă a monumentelor istorice sub codul LMI: SJ-II-m-A-05040.

## Istoric
Ușile asemănătoare de la bisericile de lemn din Sumurduc (1715) și Vechea (1726), precum și cea din Sic (1731), toate din județul Cluj, fixează perioada aproximativă în care a fost ridicată biserica din Ciumărna, în primele decenii ale secolului 18, foarte probabil de același meșter itinerant. Ctitorii au lăsat, conform obiceiului, o însemnare pe portalul de la intrare care să fixeze în timp începuturile acesteia, dar care s-a pierdut aproape în totalitate odată cu înălțarea deschiderii ușii. Un mic fragment din inscripție stă totuși încrustat pe ușorul drept, martor frust al pierderii mesajului ei.

## Galerie de imagini, ianuarie 2009

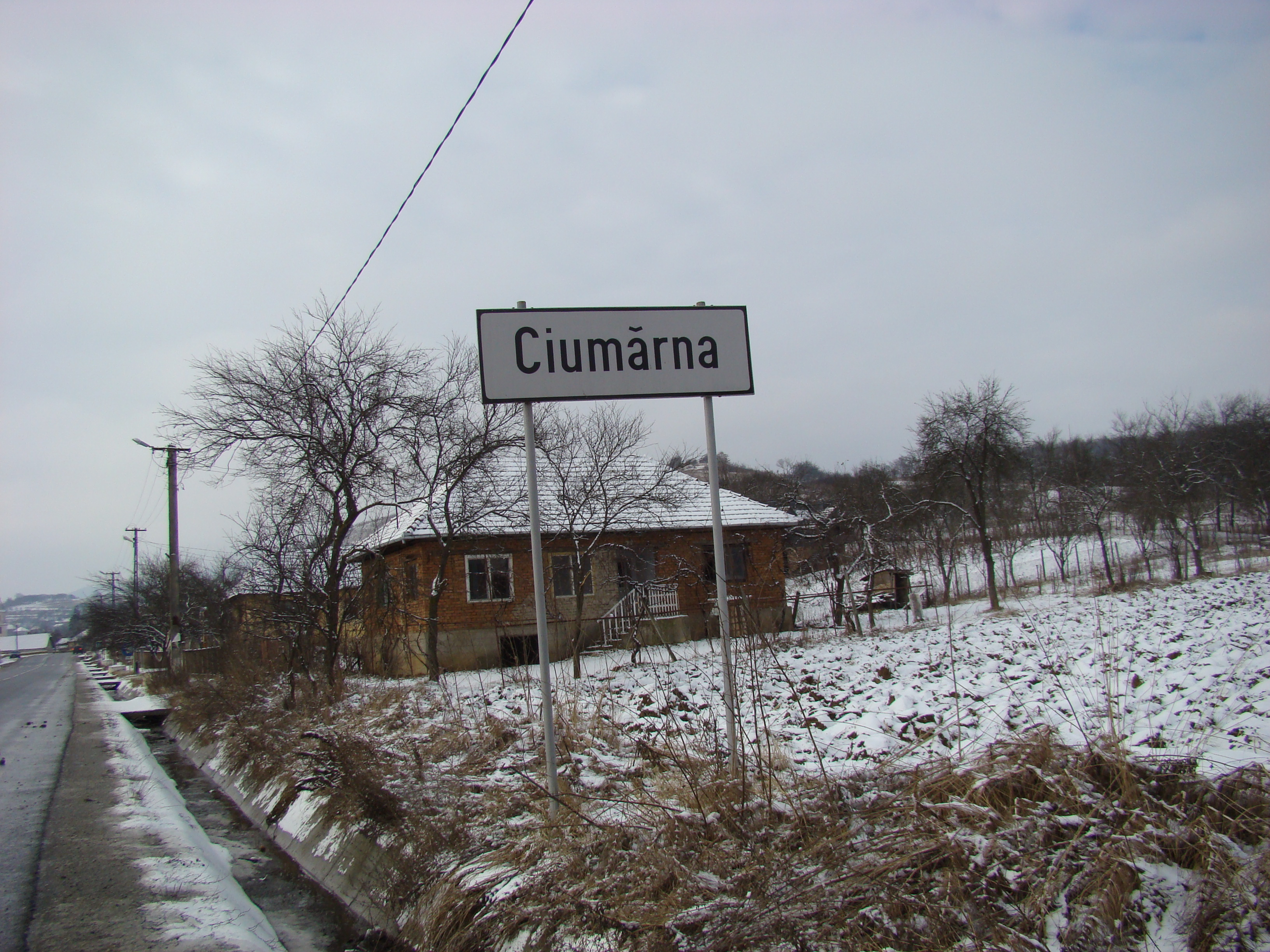
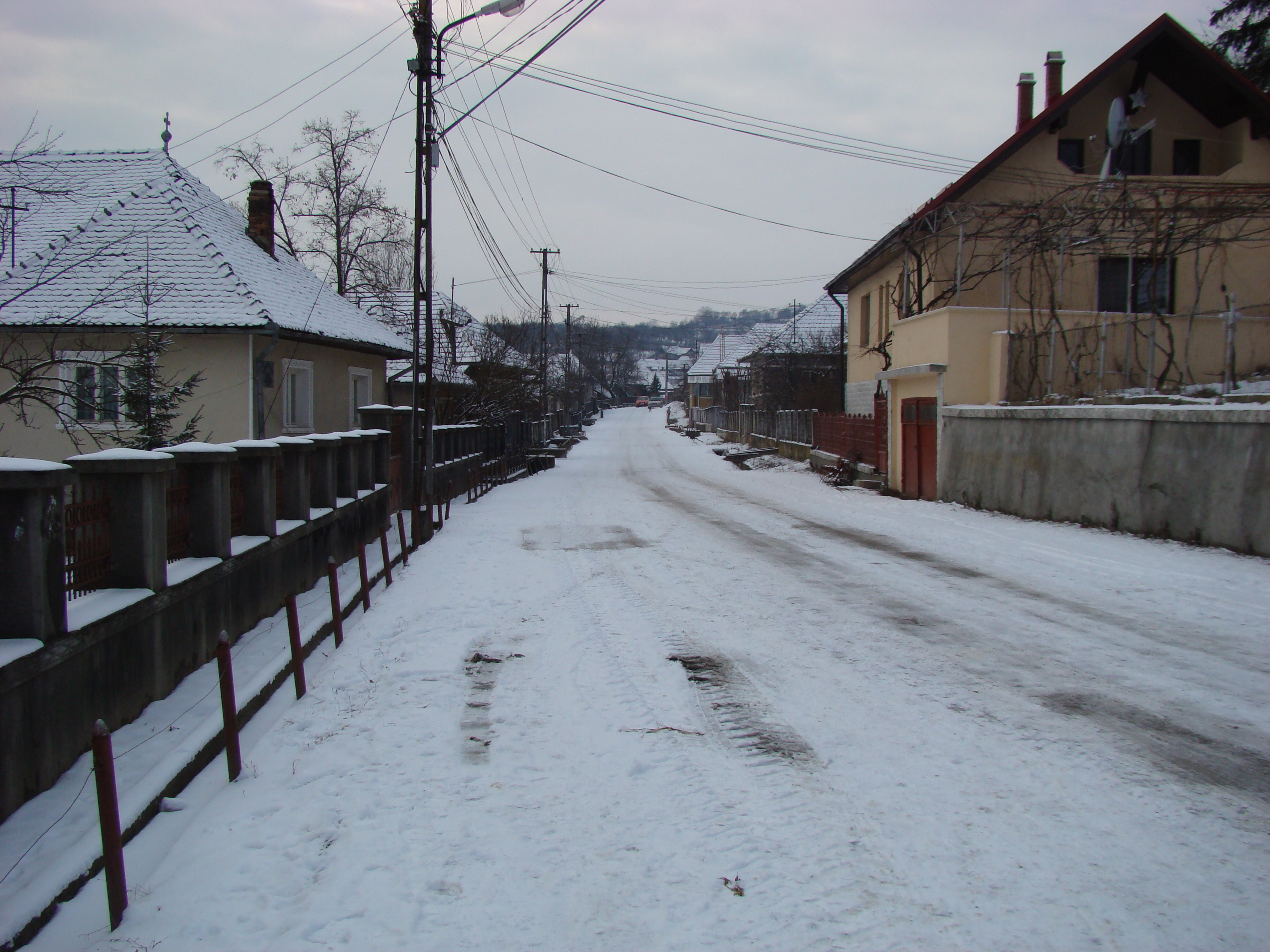
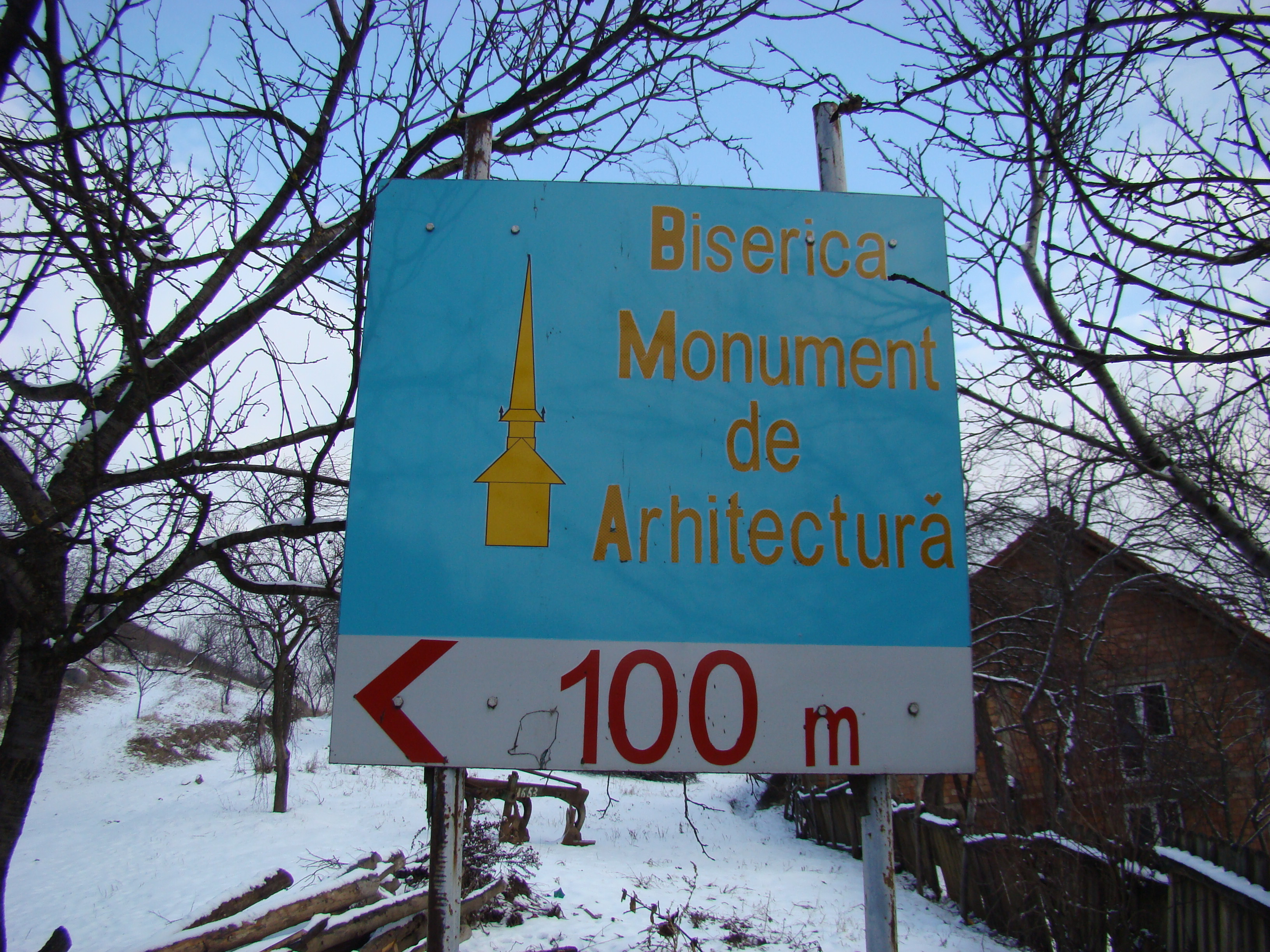
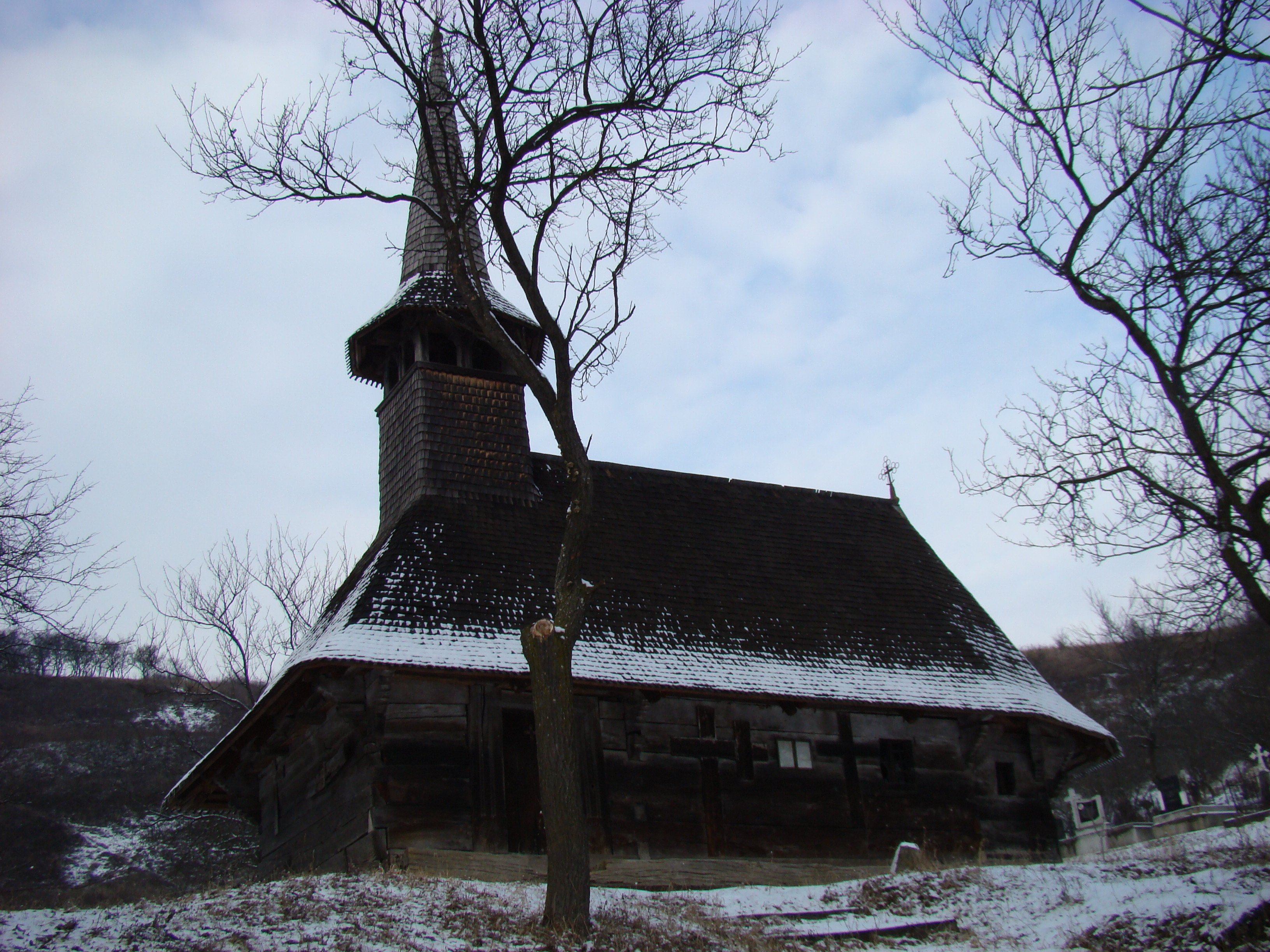
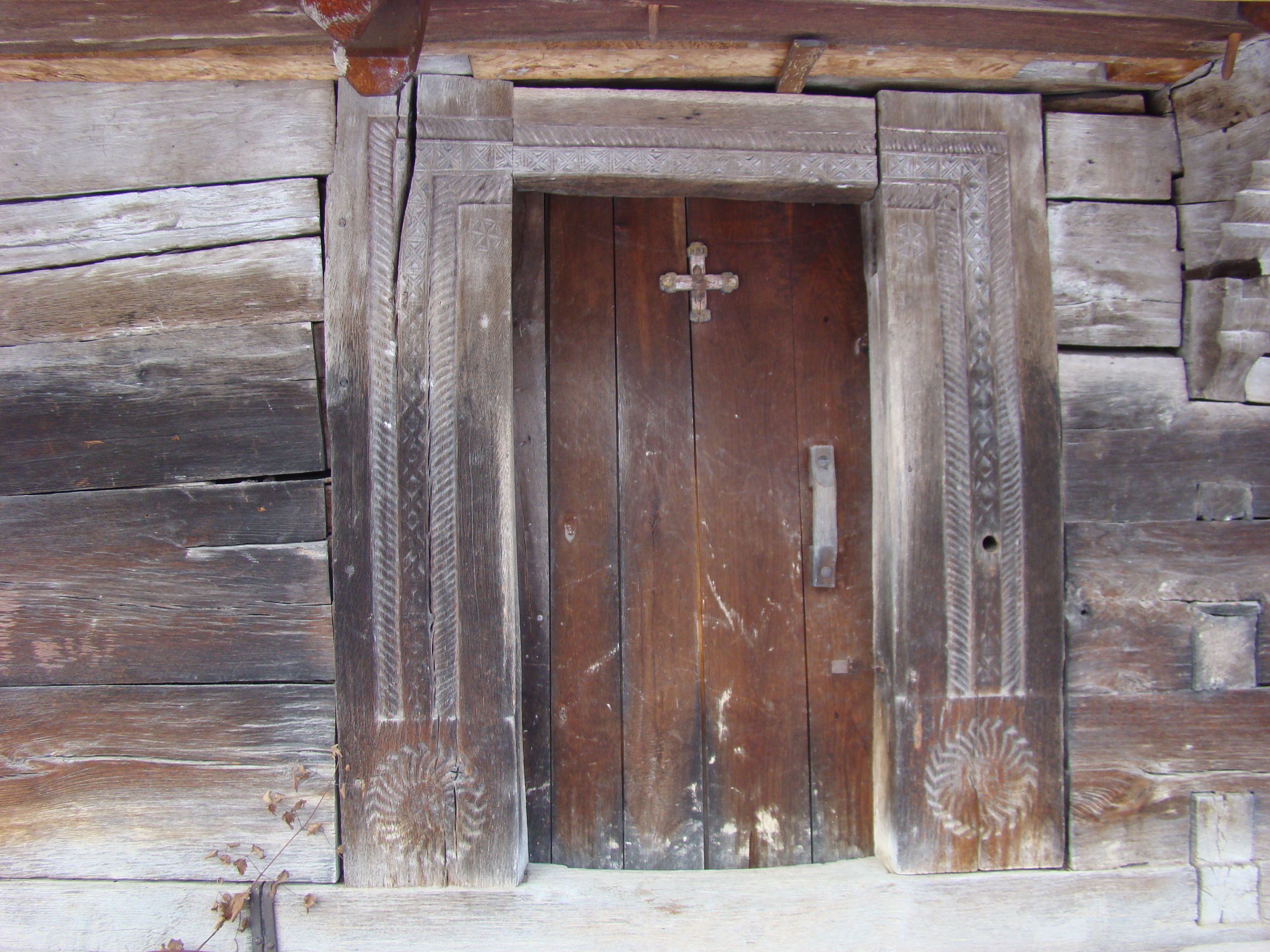
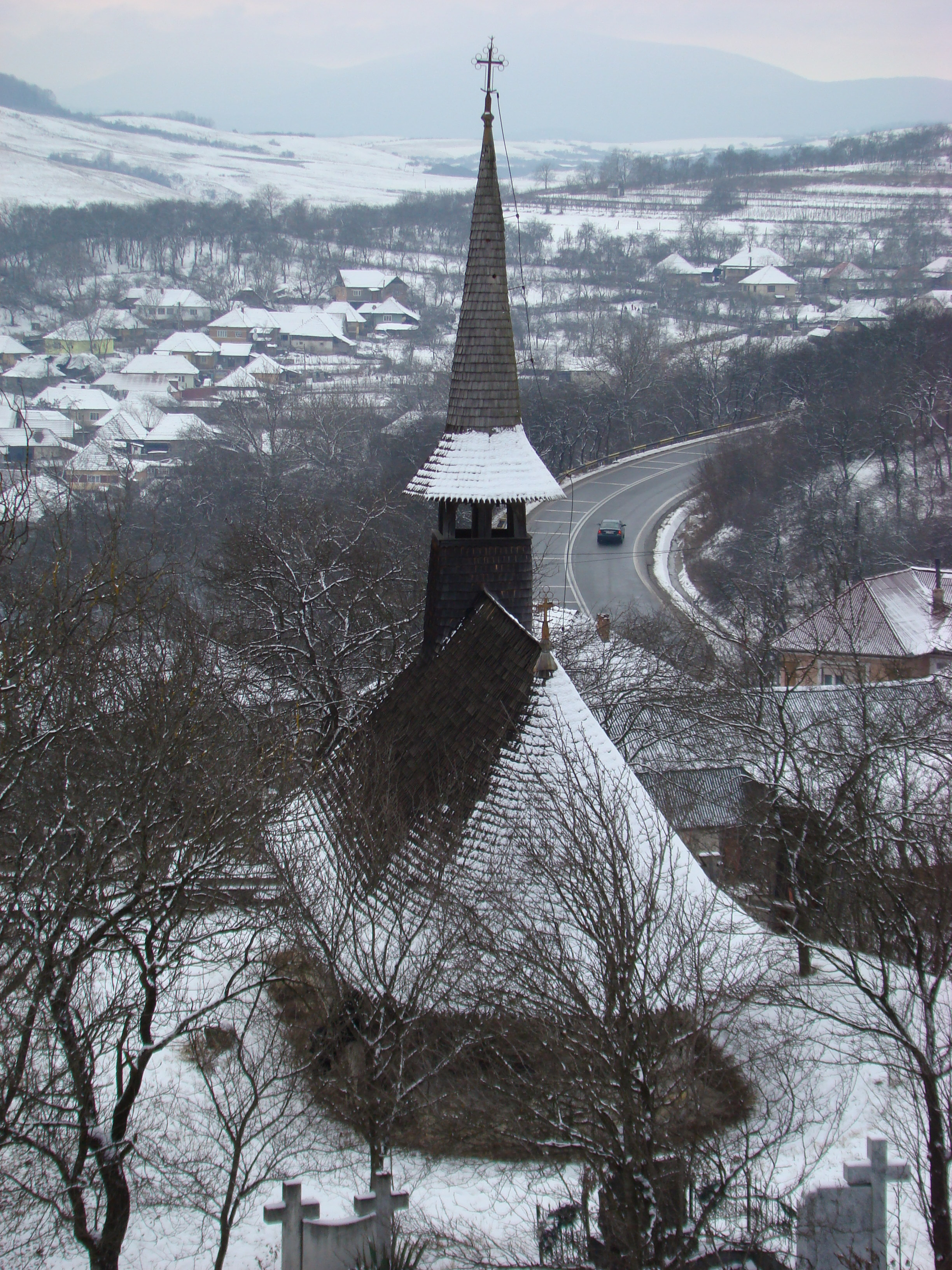
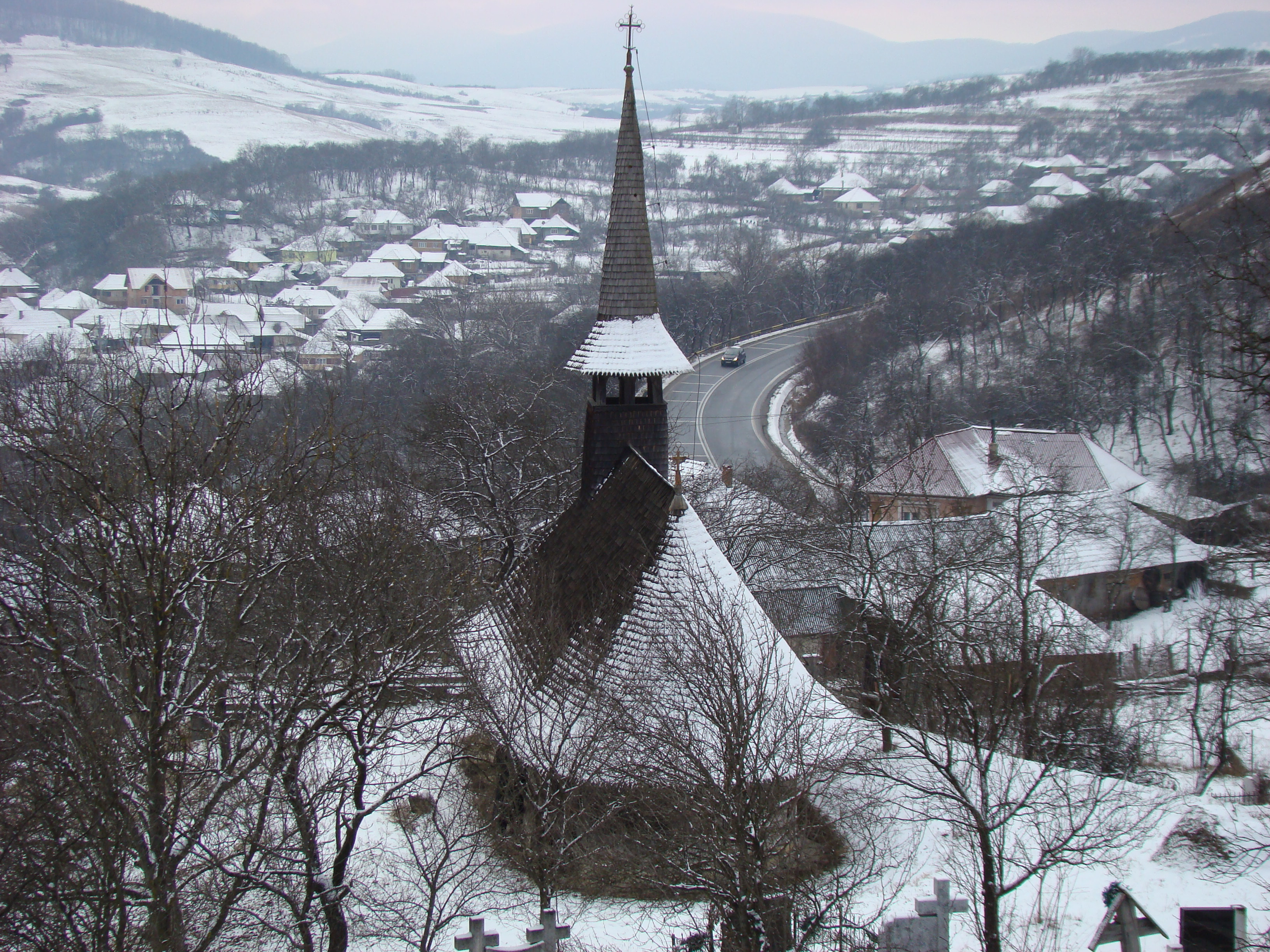
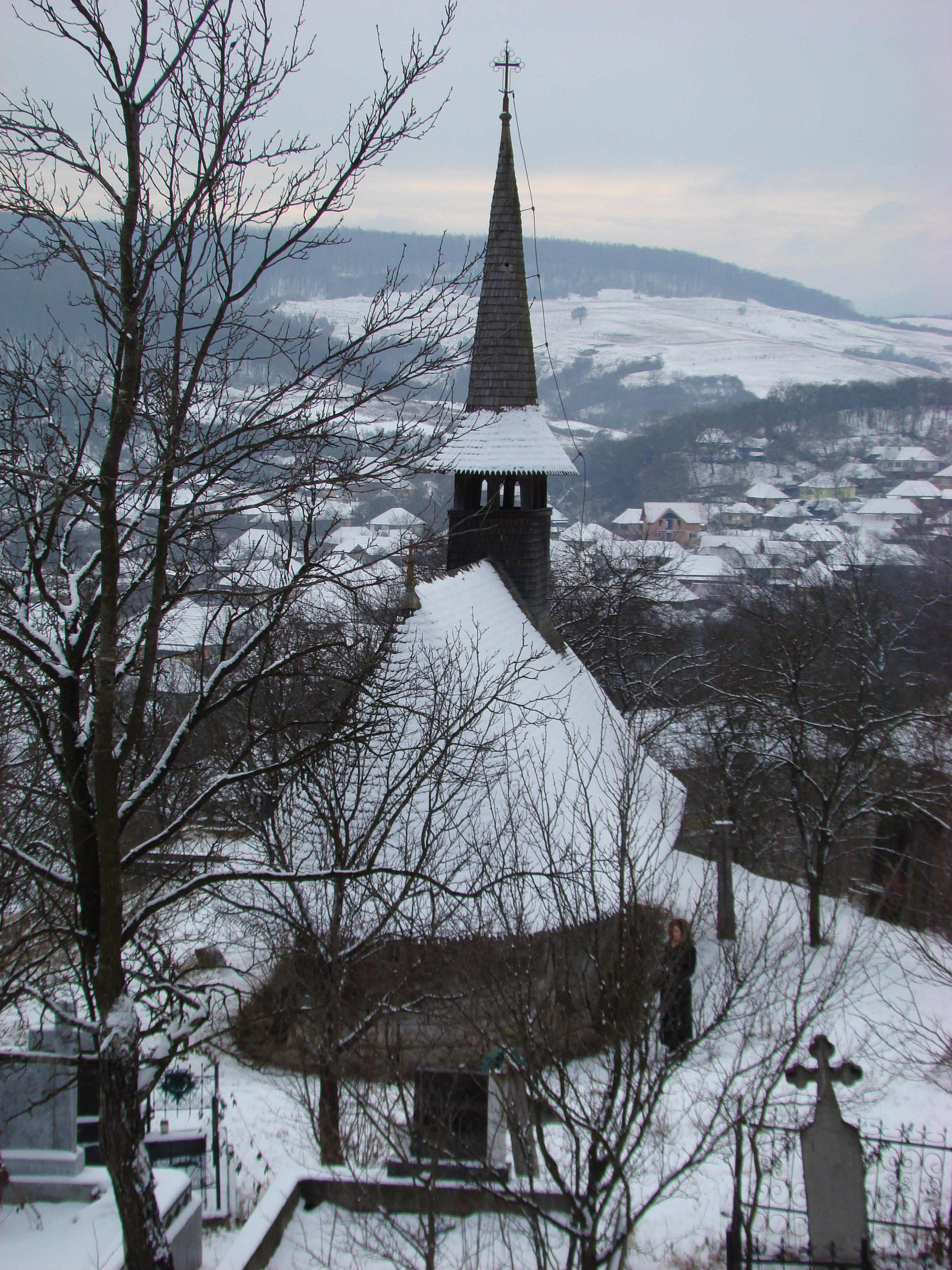
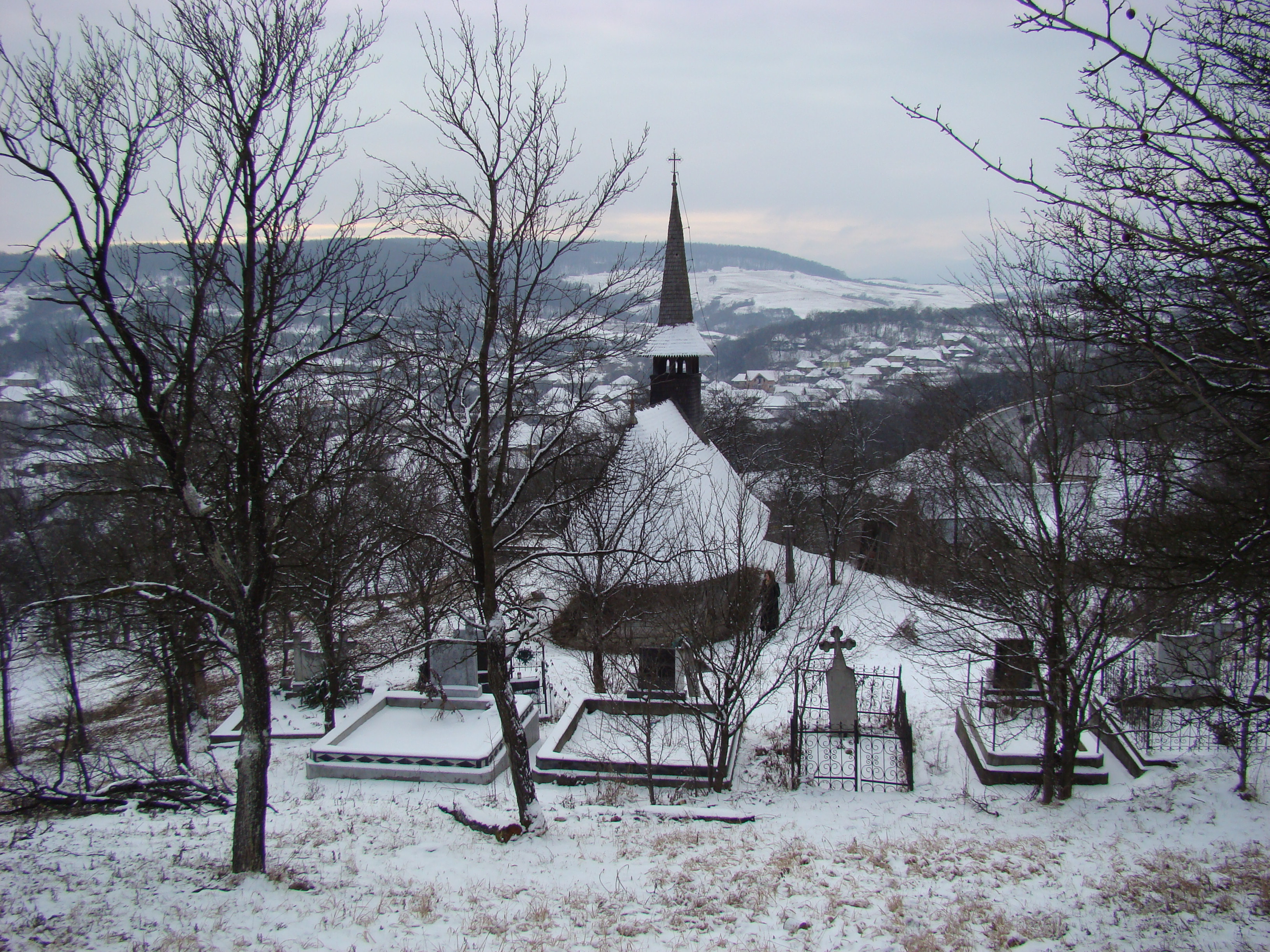
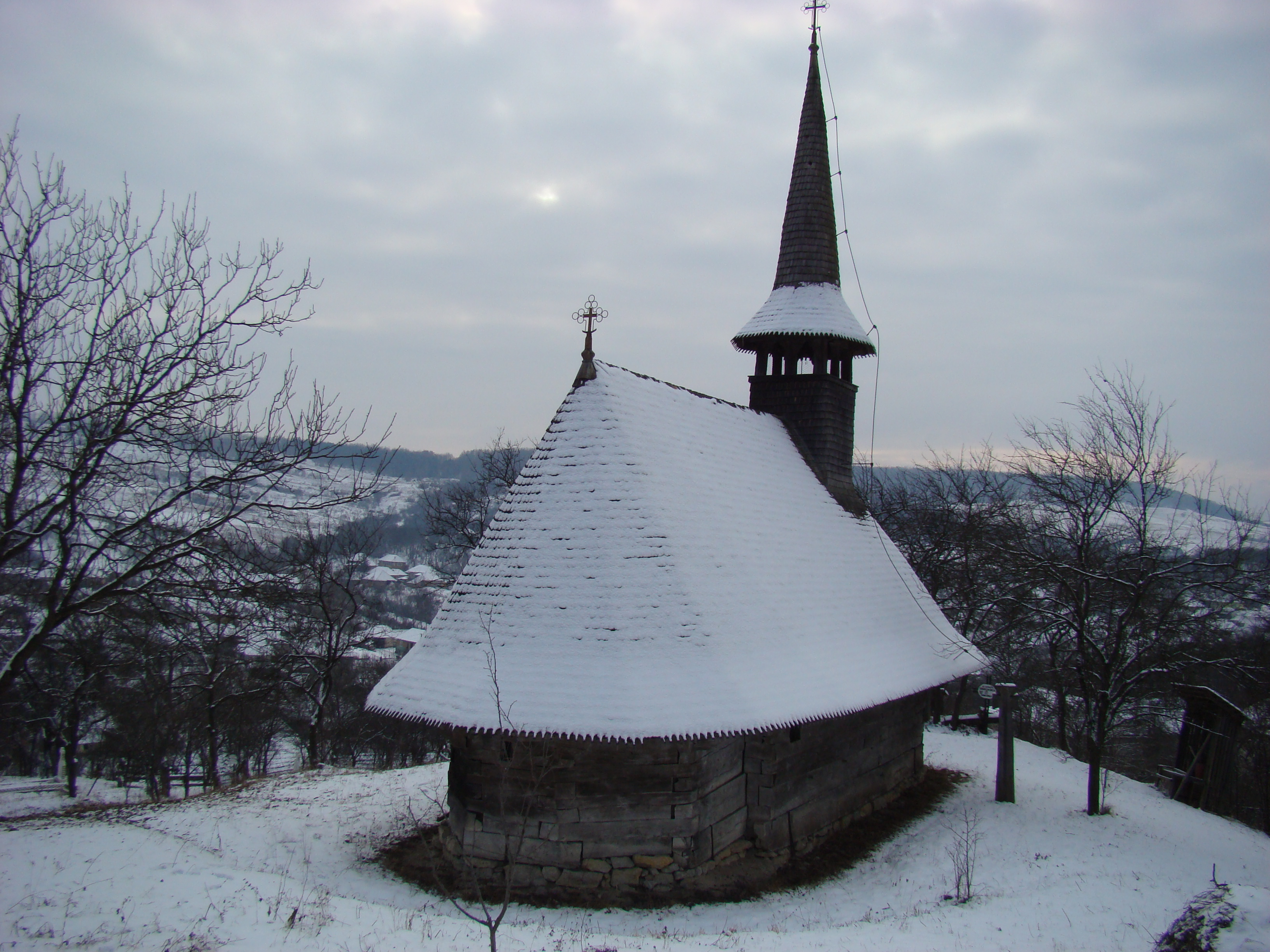
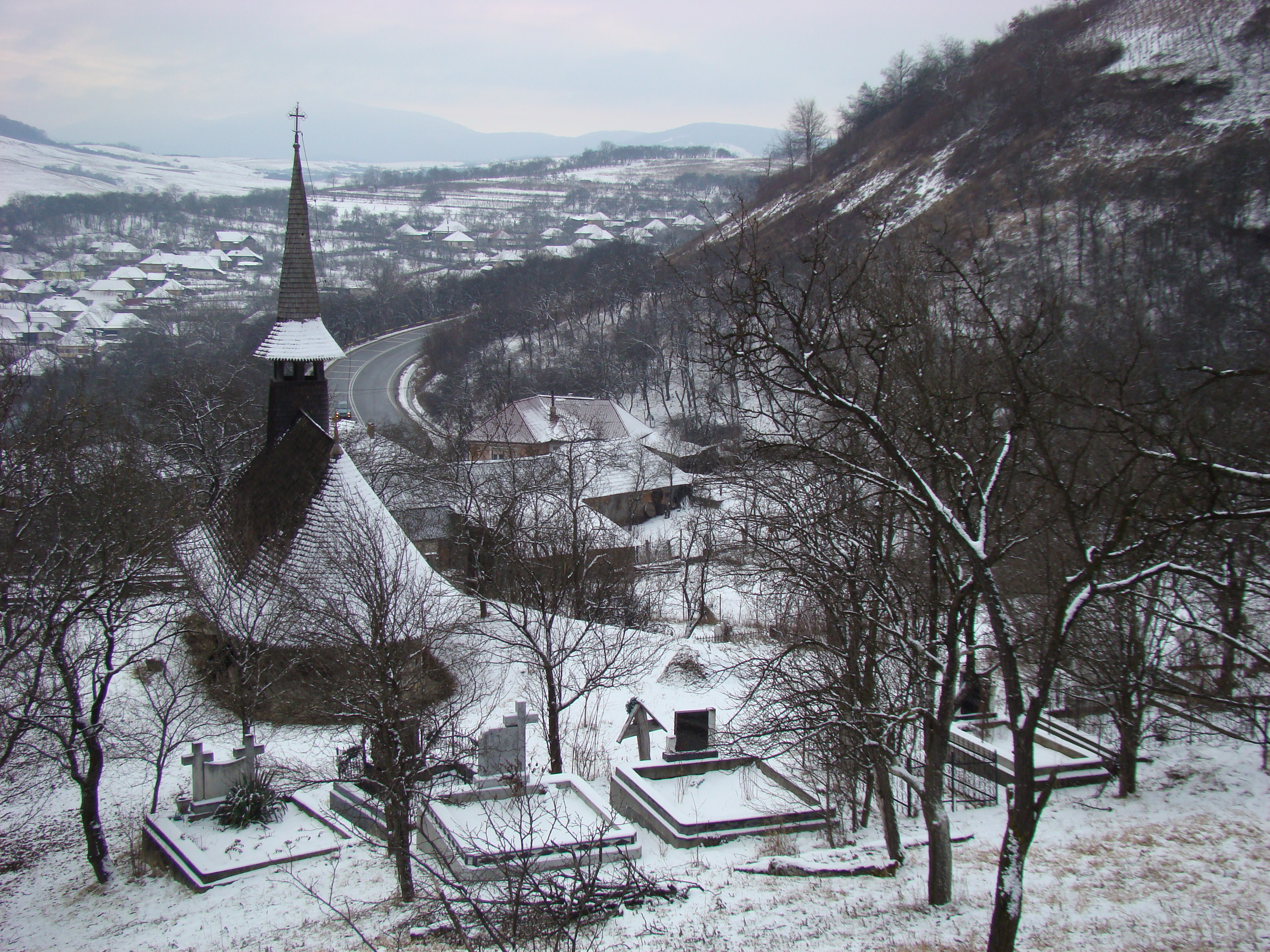
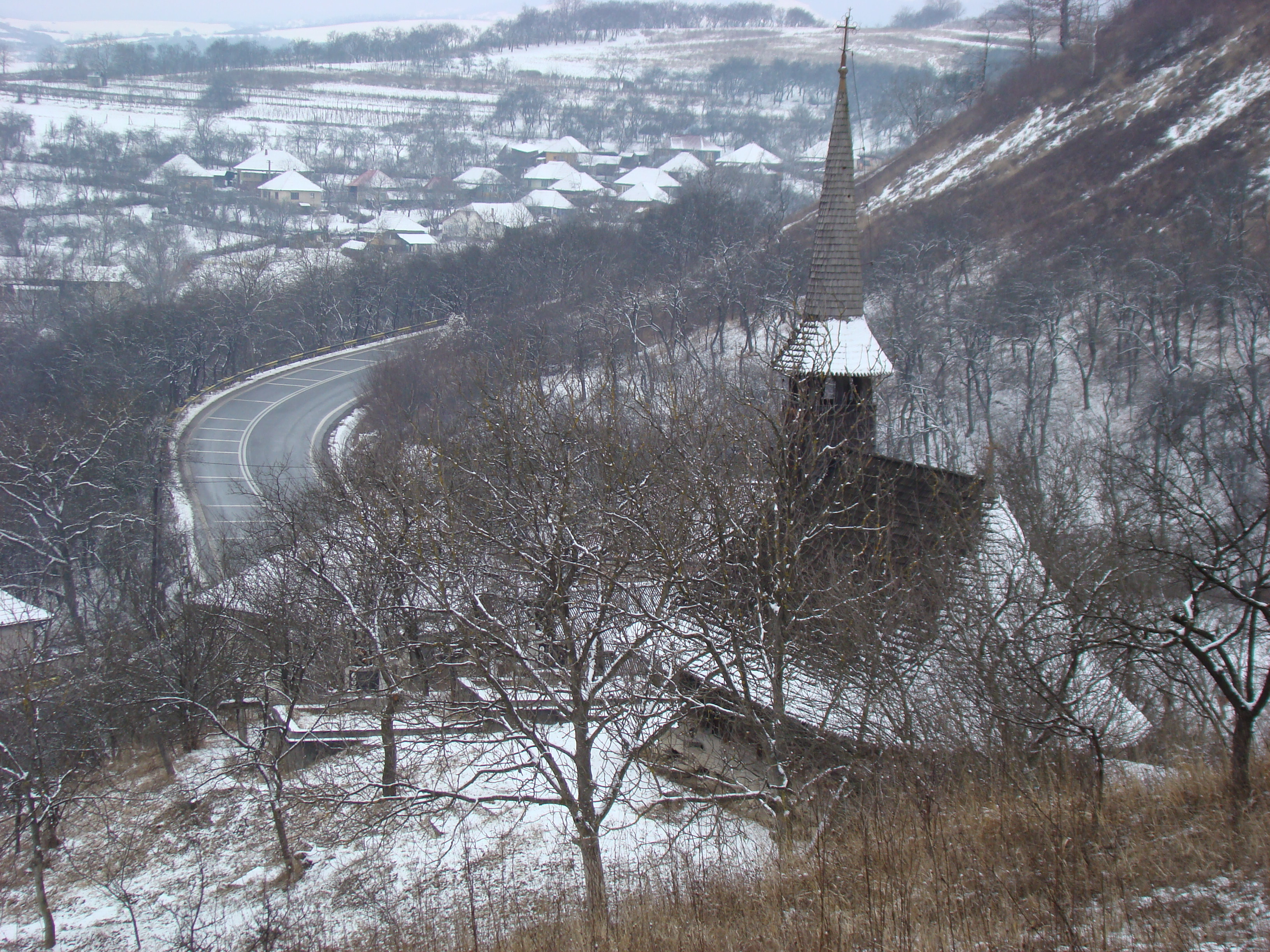
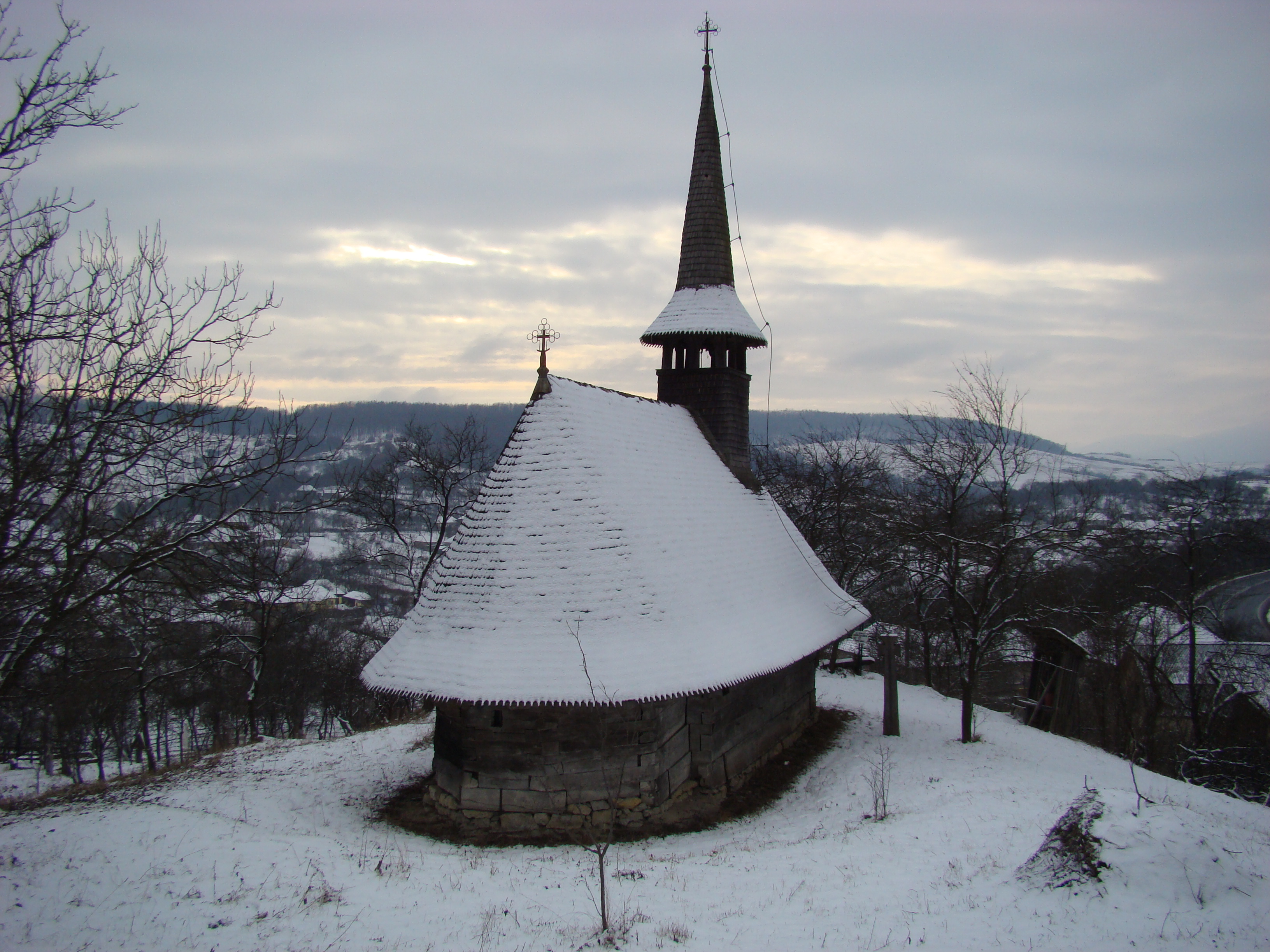
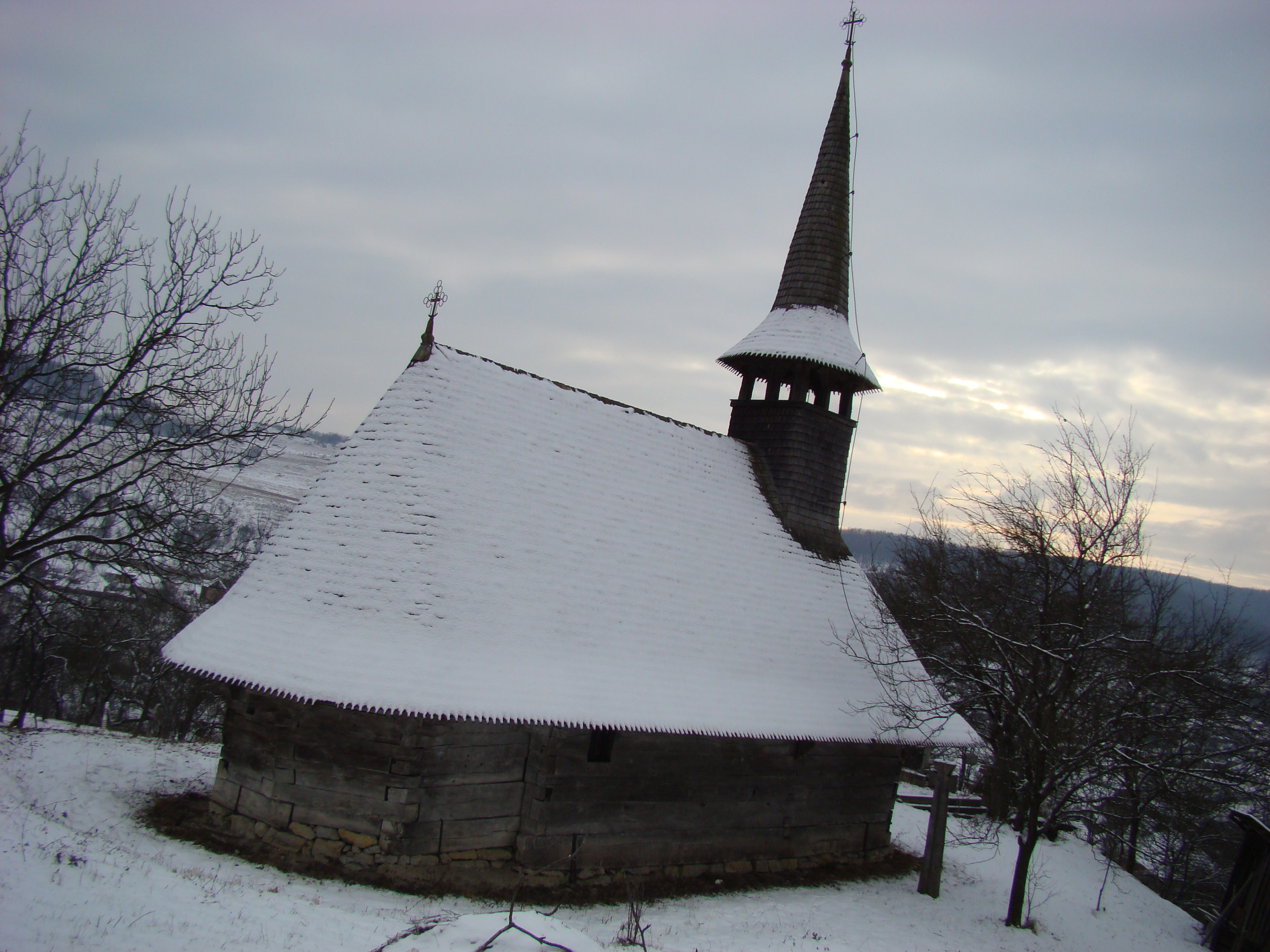
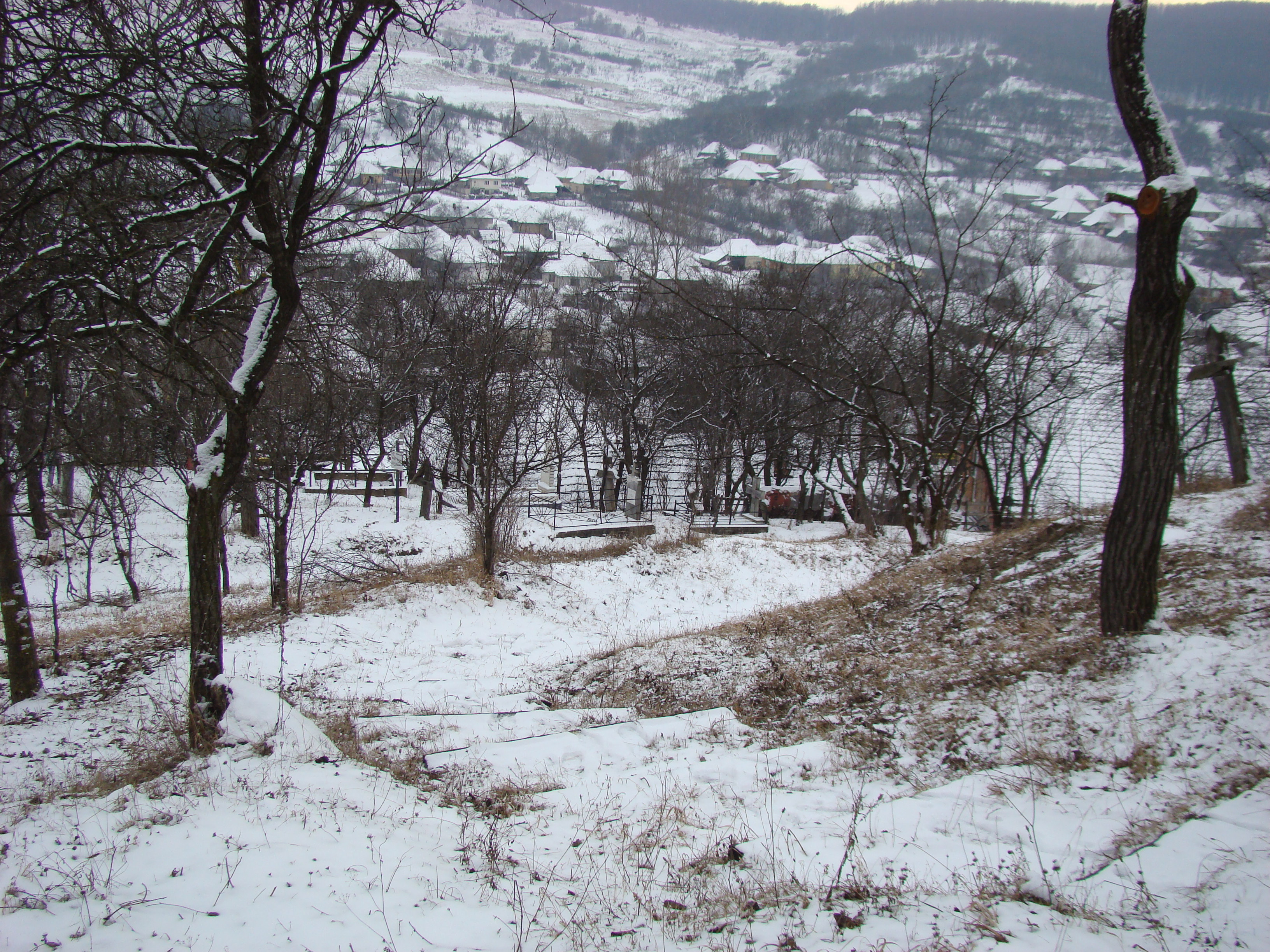
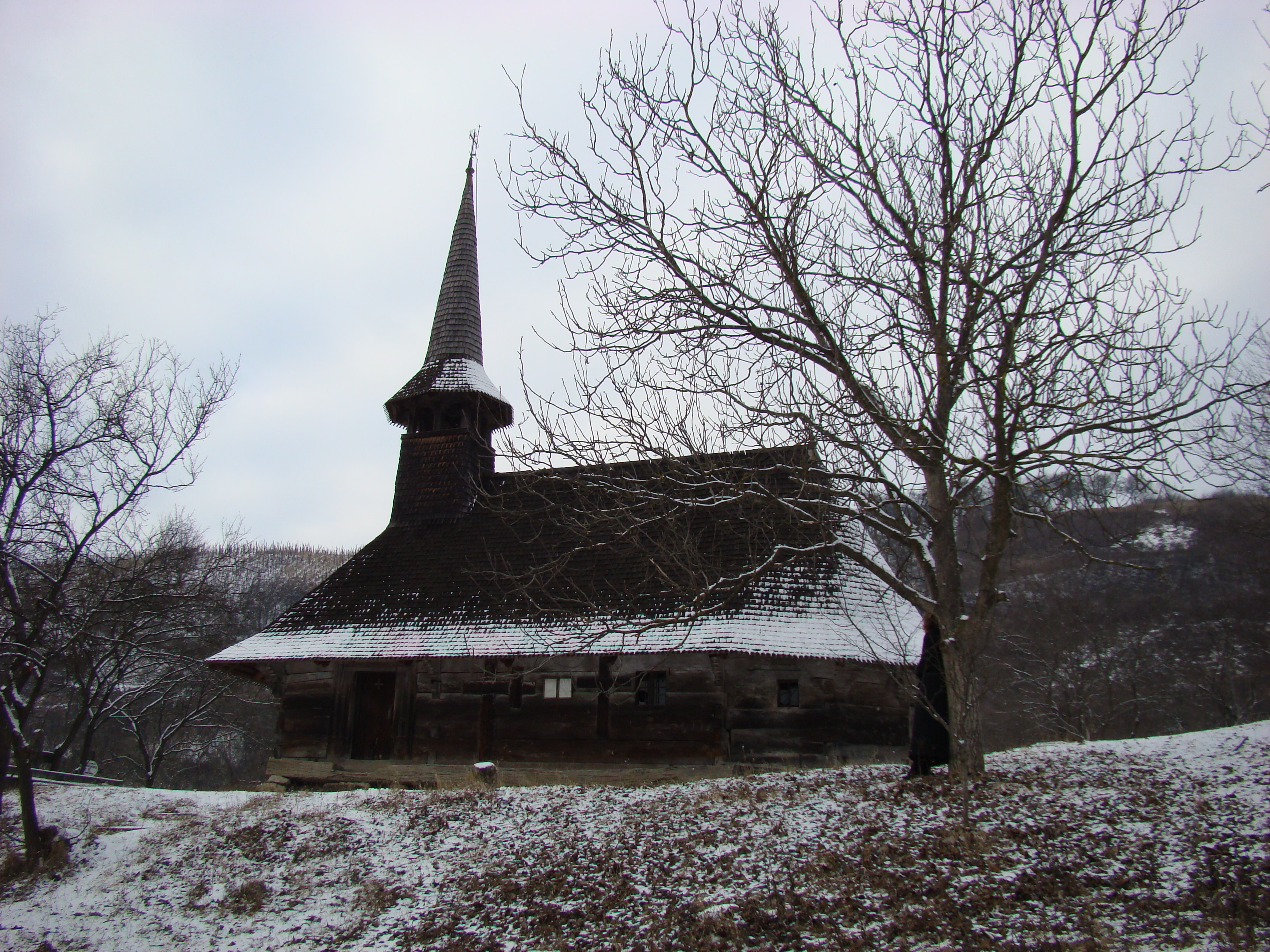
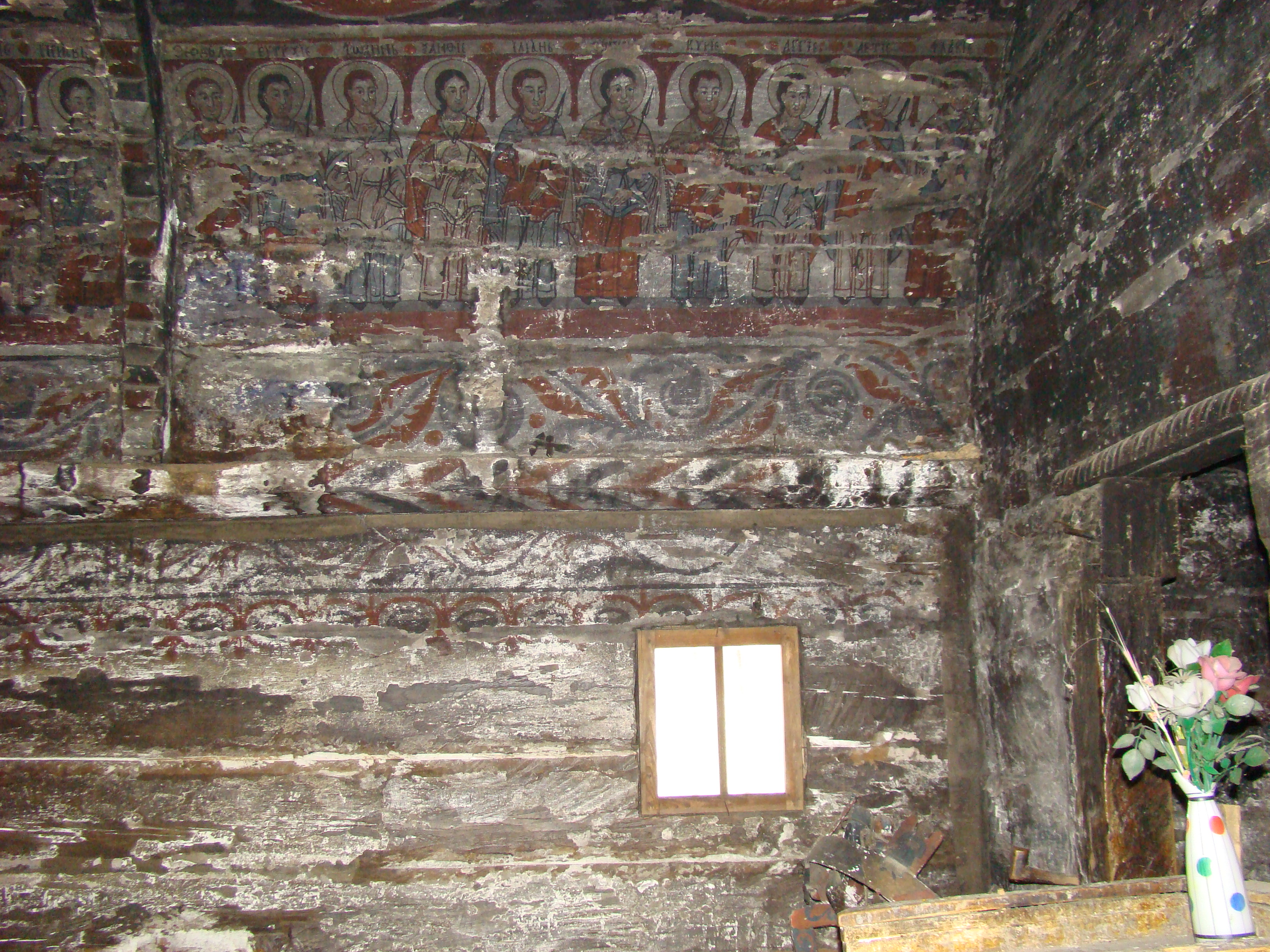
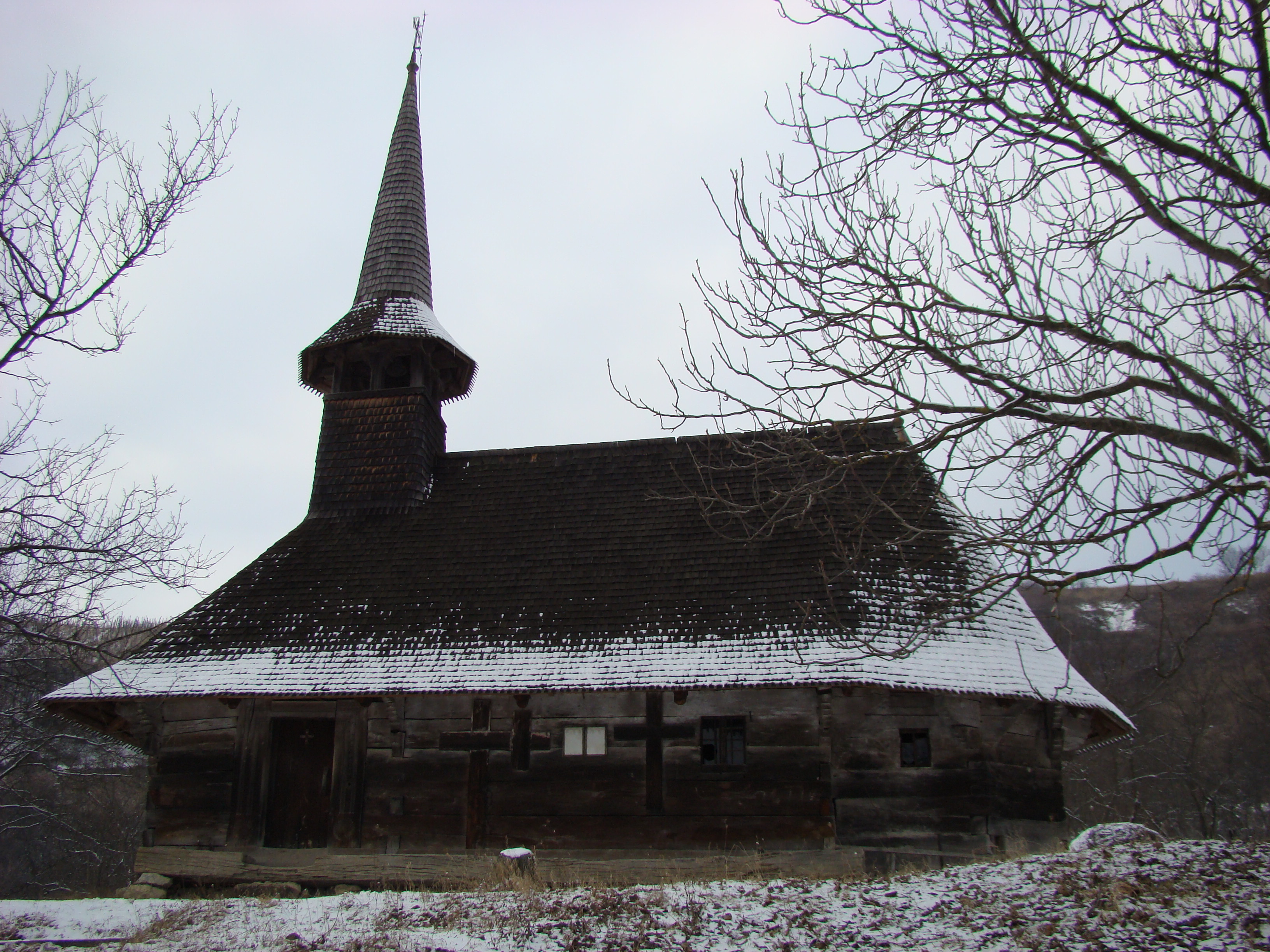
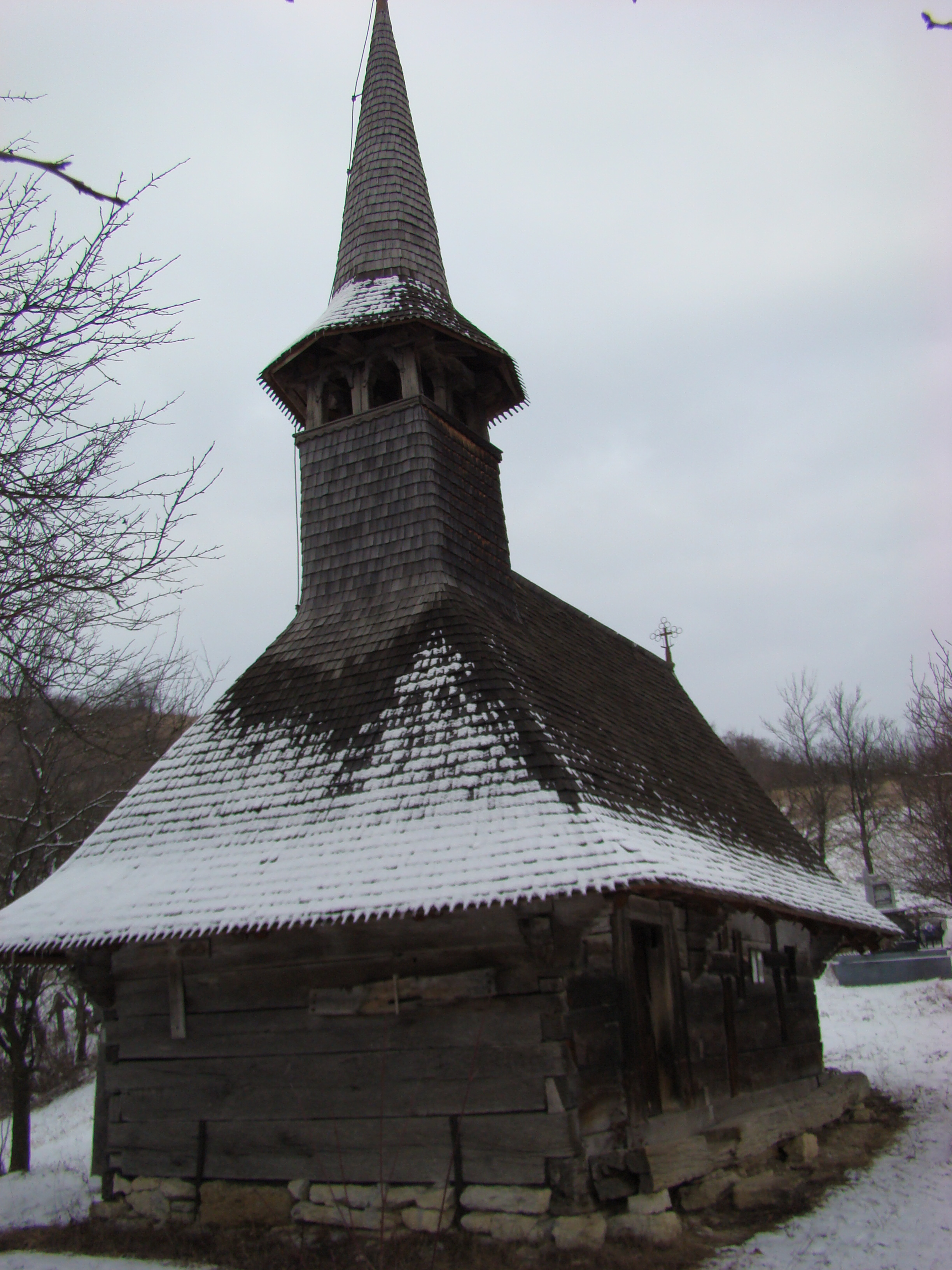
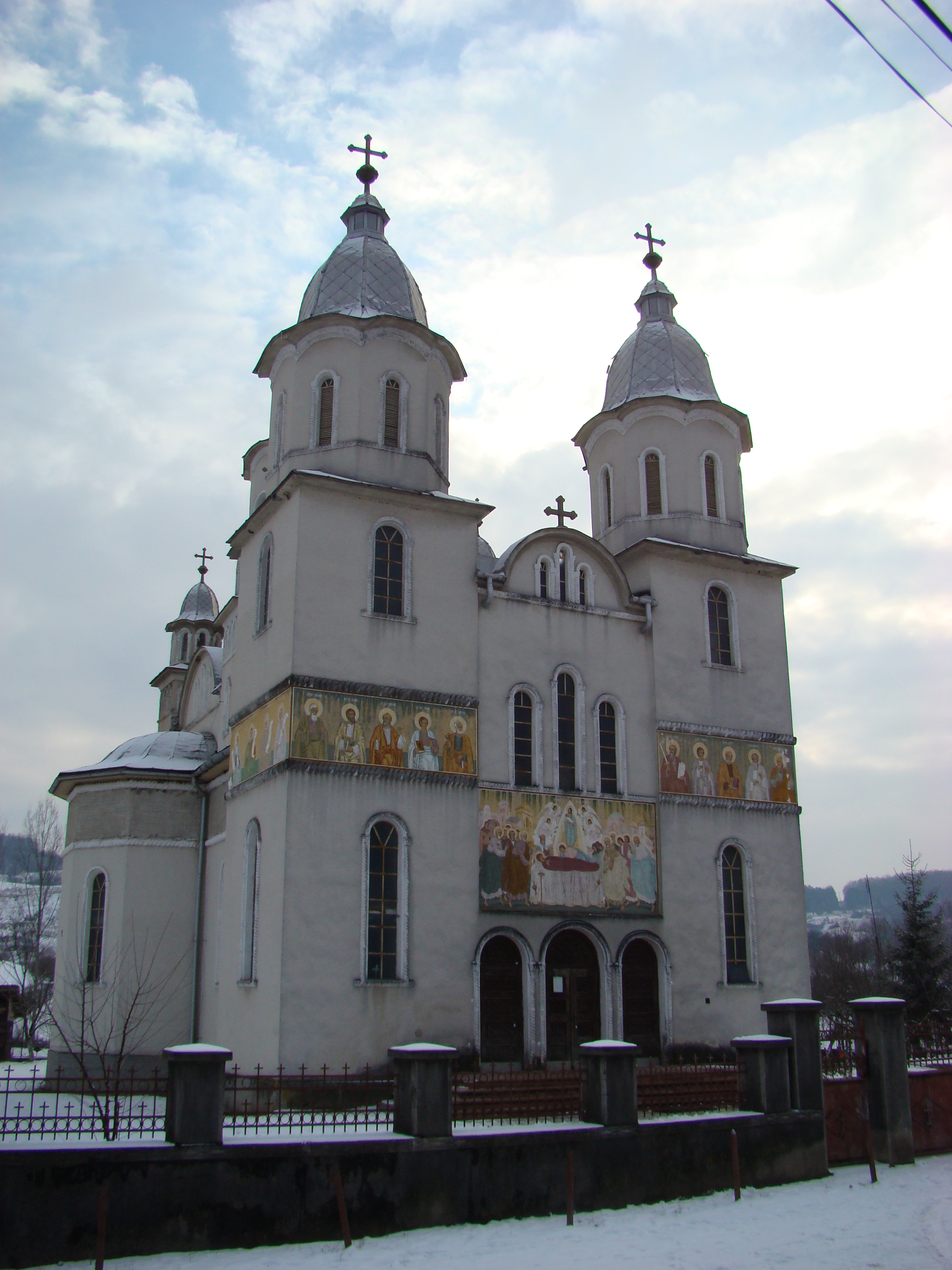
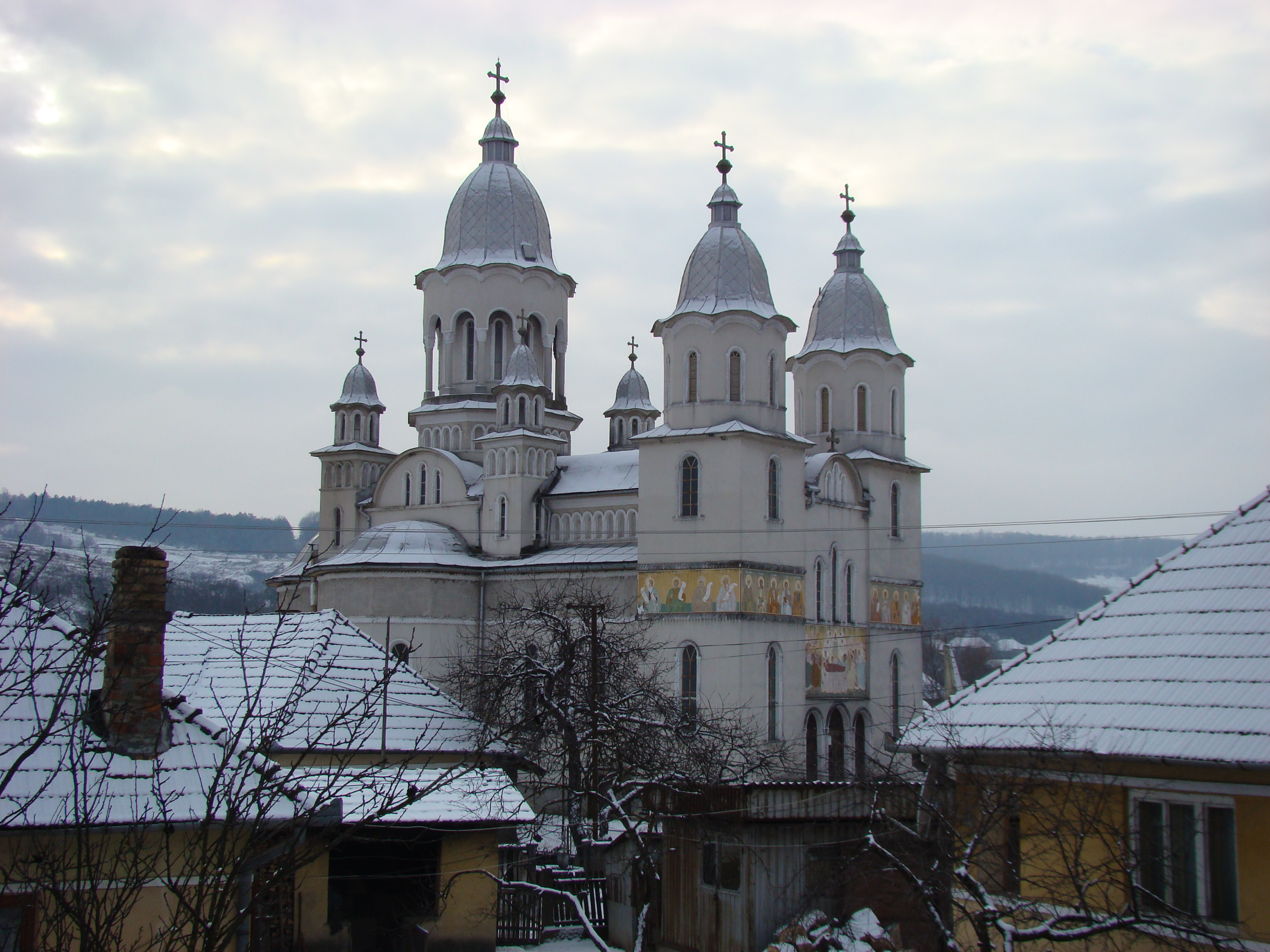
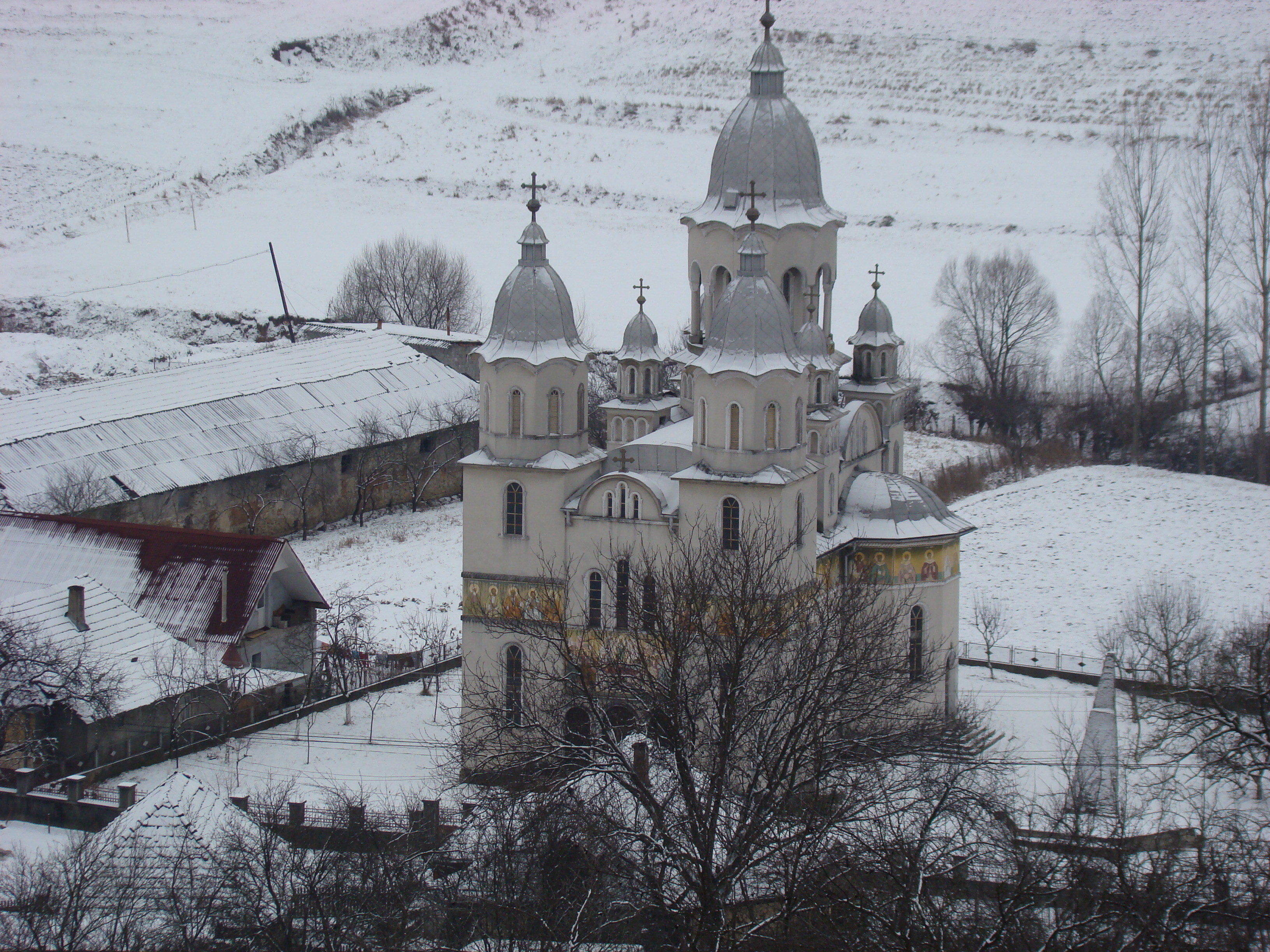
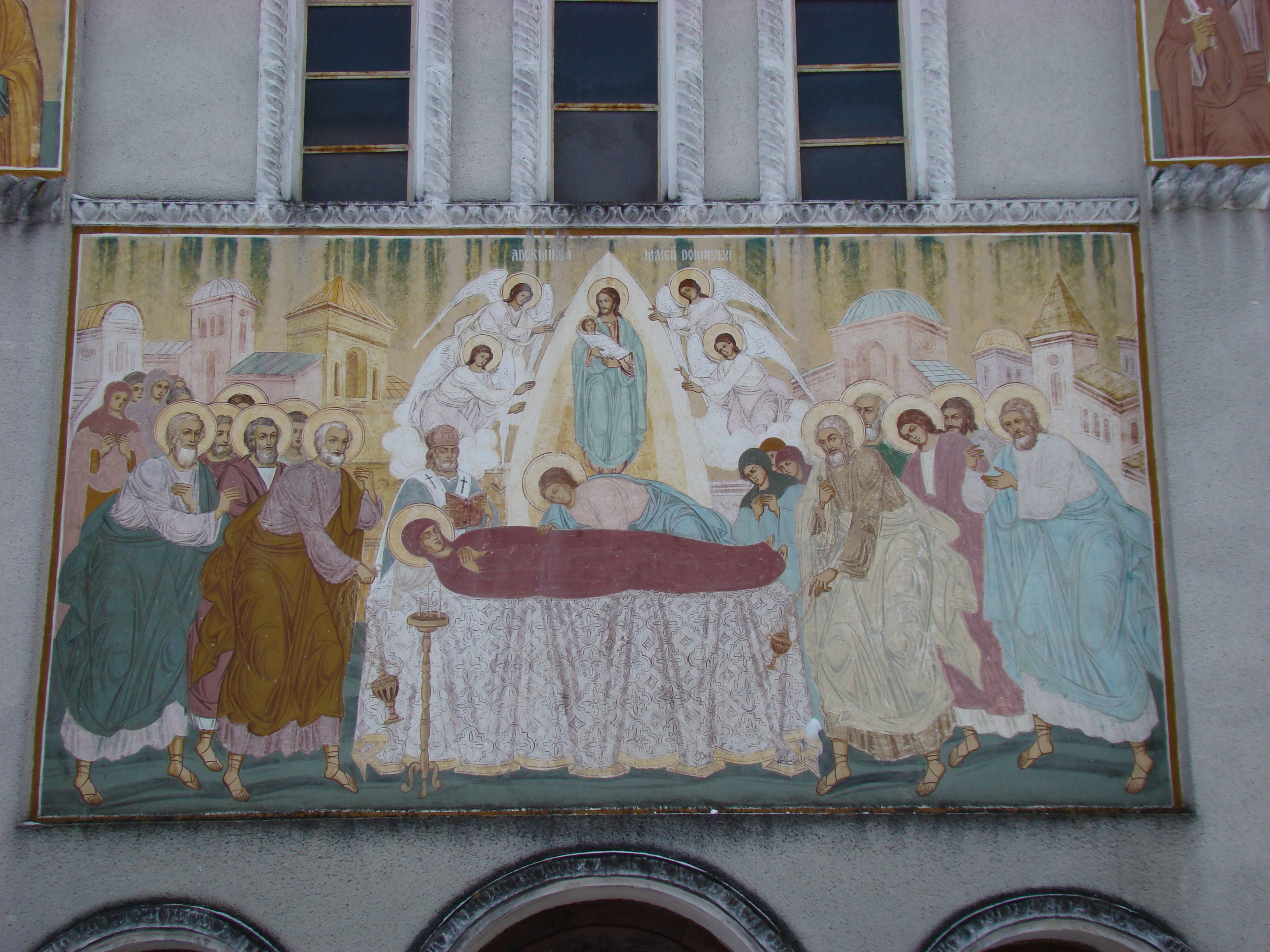

## Imagini

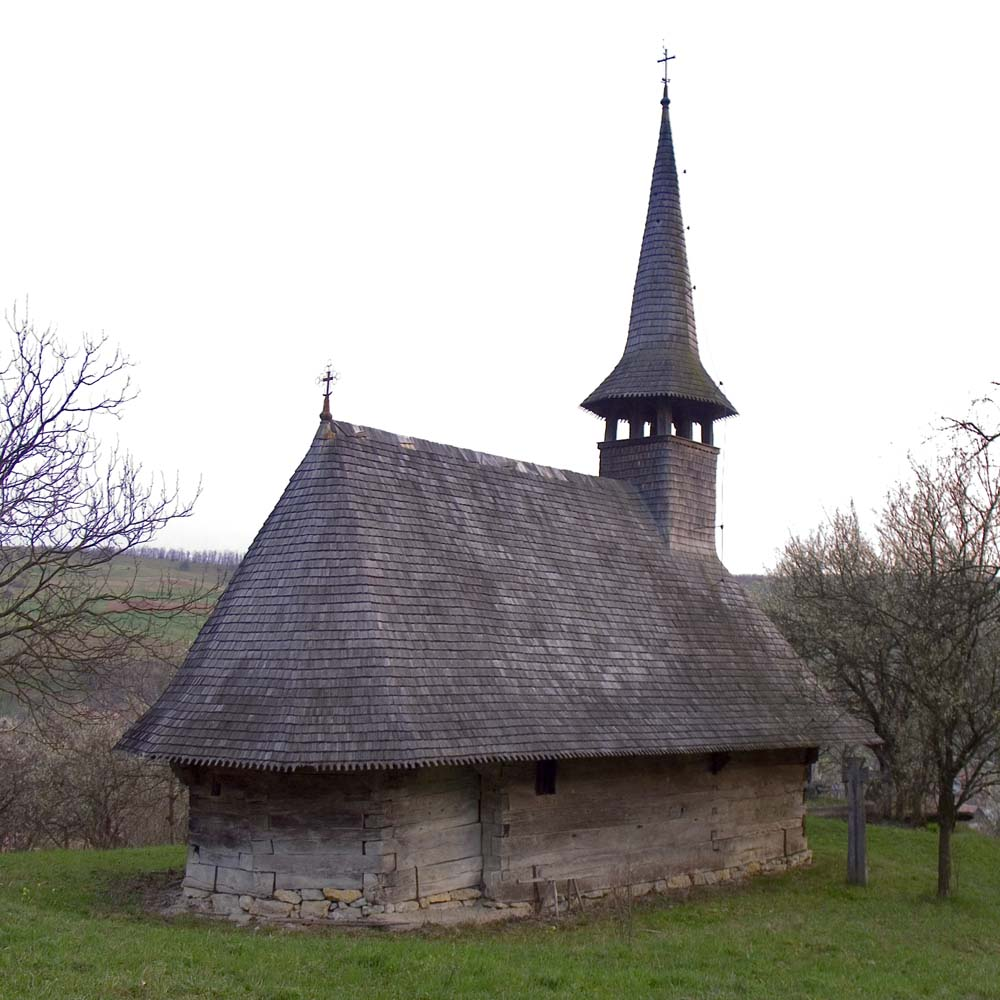
Dinspre miazănoapte
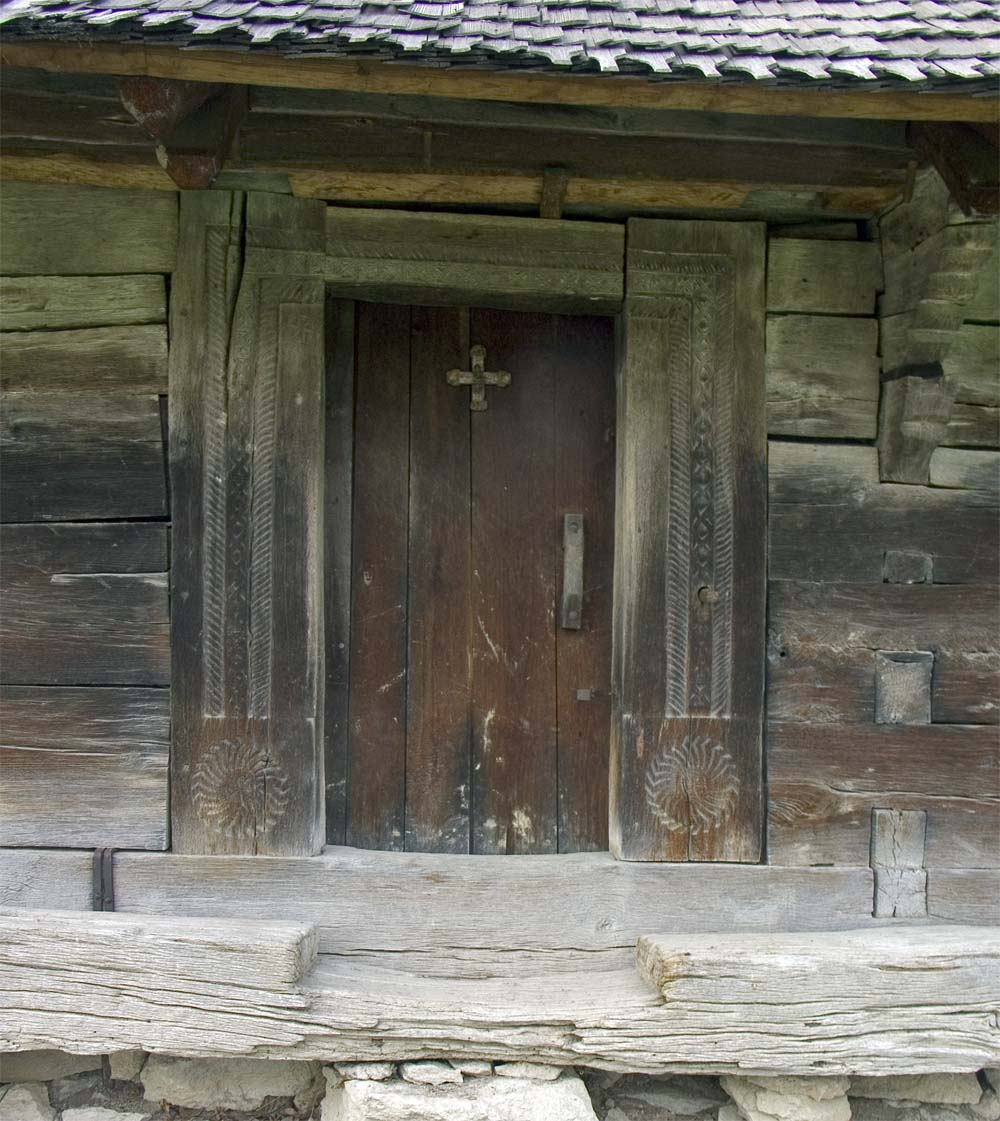
Portalul de la intrare
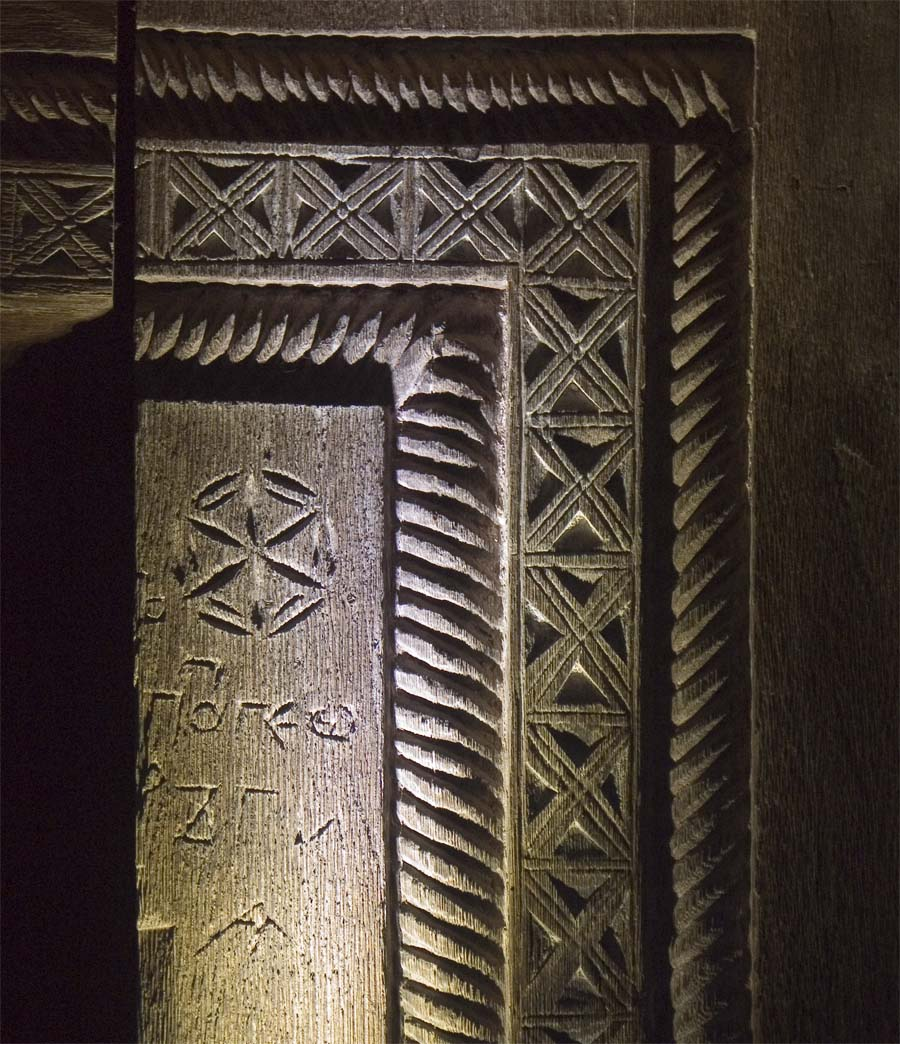
Fragment de inscripție
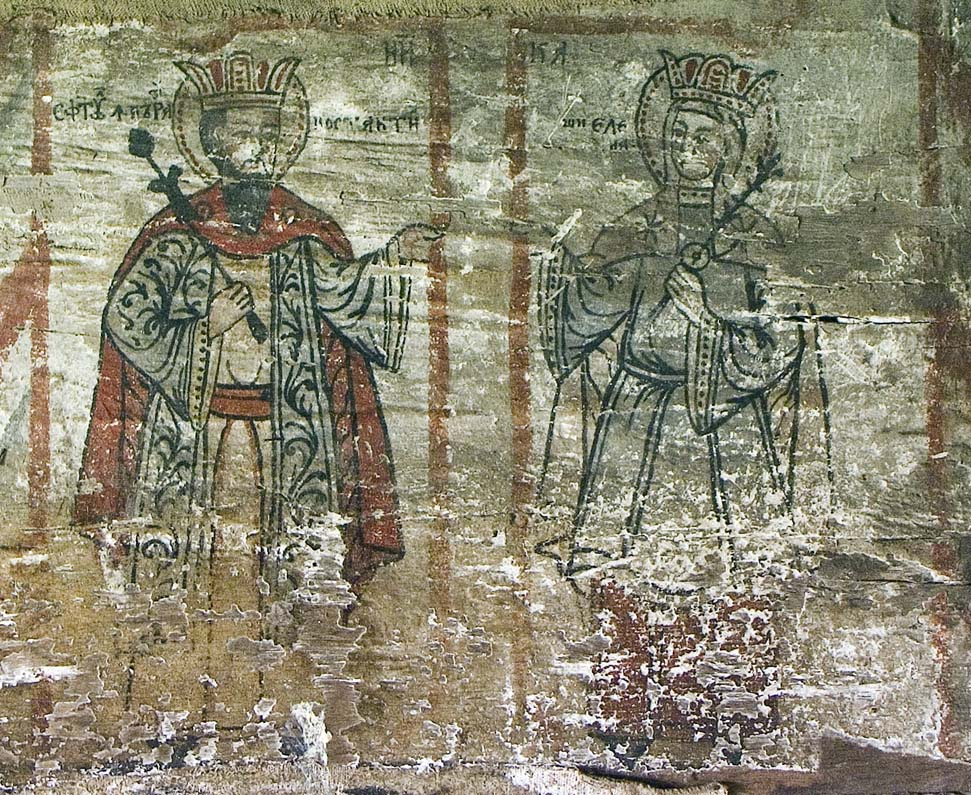
Constantin și Elena